# WikiRank
Wikirank.net (o WikiRank) - es un servicio web en línea para la evaluación relativa y comparación automática de los artículos en las diferentes versiones de Wikipedia en varios idiomas.
La primera mención del servicio en trabajos científicos fue en 2015. Una de las investigaciones que describe los resultados de la evaluación de calidad utilizando el servicio WikiRank fue reconocida como uno de los hallazgos más importantes de Wikipedia y otros Wikimedia proyectos en 2017-2018.
La característica distintiva del servicio es que permite evaluar la calidad y la popularidad de los artículos de Wikipedia en una escala de 0 a 100 como resultado del cálculo de medida sintética. Esto simplifica la comparación de las versiones de idiomas de los artículos, que pueden tener varios esquemas de calificación y estándares de evaluación. Para obtener grados de calidad y popularidad, WikiRank utiliza diferentes medidas normalizadas importantes, tales como:
- longitud del texto[4][5]
- número de referencias[6][7]
- Secciones[8][9]
- imágenes[10][11]
- número de visitas[12][13]
- y otros.[14][15][16][17]

Al principio, el servicio permitía comparar la calidad de los artículos en versiones de 7 idiomas. Ahora, el servicio puede evaluar artículos en más de 50 ediciones de idiomas importantes de Wikipedia. En el futuro se planea incluir nuevas medidas para la evaluación de la calidad, incluidas las señales sociales de Facebook, Twitter, Reddit, VKontakte, LinkedIn y otras fuentes sociales, así como el análisis de calidad de las referencias usando Google, Bing, Yahoo!, Baidu, Yandex y otros motores de búsqueda.
WikiRank se usa también con fines didácticos en varias instituciones de educación superior (como la Universidad de Varsovia).
Puntuaciones proporcionadas por WikiRank utilizadas en la evaluación de la calidad de infoboxes.